# Onthophagus tschadensis
Onthophagus tschadensis là một loài bọ cánh cứng trong họ Bọ hung (Scarabaeidae).